# Roy Jacobsen
Roy Jacobsen (ur. 26 grudnia 1954 w Oslo) – norweski prozaik.

## Życiorys
Dorastał w Grorud, wówczas przedmieściu Oslo. W latach 1979–1986 mieszkał w Sollfjellsjøen (rodzinnej miejscowości swojej matki) w regionie Nordland. Obydwa te miejsca często pojawiają się w jego twórczości.
Debiutował w 1982 r. zbiorem opowiadań Fangeliv (Więzienne życie), za który otrzymał nagrodę im. Tarjei Vesaasa.
W 1991 r. opublikował powieść Seierherrene (Zdobywcy) nominowaną do Nagrody literackiej Rady Nordyckiej. Na przykładzie dwóch pokoleń norweskiej rodziny Jacobsen pokazuje całkowitą zmianę warunków i stylu życia w swoim kraju. W ciągu kilku dziesięcioleci XX wieku tradycyjne norweskie społeczeństwo złożone z rolników, robotników i nielicznej klasy średniej przekształciło się w nowoczesne, postindustrialne społeczeństwo dobrobytu.
Do tych pokoleniowych doświadczeń Jacobsen powraca m.in. w powieści Vidundenbarn (wyd. pol. Cudowne dzieci, 2012). Większość jej akcji toczy się we wczesnych latach 60. XX w. Wówczas to w życie Finna, ucznia szkoły podstawowej i jego rozwiedzionej matki (mieszkańców blokowiska w Oslo) wkracza siedmioletnia przyrodnia siostra chłopca. Ich losy to opowiedziana z perspektywy wielu lat historia dorastania, w której tęsknota za minionym czasem przeplata się z ironią, a wspomnienia chwil beztroskich z doświadczeniem brutalności świata.
W Polsce opublikowano również thriller Det nye vannet Nowa woda (wyd. pol. 1998), powieść psychologiczno-sensacyjną Izmael (wyd.pol. 1998) oraz teksty Jacobsena w: Norwegia: Przewodnik nieturystyczny (Warszawa, 2011) i Antologii współczesnej prozy norweskiej (Izebelin 1996).
Jest także autorem biografii Trygve Bratteliego, w latach 70 XX w. dwukrotnego premiera Norwegii.

## Twórczość
- Fangeliv – opowiadania (1982)
- Hjertetrøbel – powieść (1984)
- Tommy – powieść (1985)
- Det nye vannet – powieść (1987), wyd. pol. Nowa woda, przeł. I. Zimnicka, Izabelin 1998
- Virgo – powieść (1987)
- Det kan komme noen – opowiadania (1989)
- Ursula – książka dla dzieci (1990)
- Seierherrene – powieść (1991)
- Fata morgana – powieść (1992)
- Den høyre armen – opowiadania (1994)
- Trygve Bratteli: En fortellig – biografia (1995)
- Ismael – powieść (1998), wyd. pol. Izmael, przeł. I. Zimnicka, Izabelin 1998
- Grenser – powieść (1999)
- Fugler og soldater – opowiadania (2001)
- Det nye vannet – opowiadania (2003)
- Frost – powieść (2005)
- Hoggerne – powieść (2005)
- Marions slør – powieść (2007)
- Vidunderbarn – powieść (2009), wyd. pol. Cudowne dzieci, przeł. A. Topaczewska, Kraków 2012
- Anger – powieść (2011)
- Niewidzialni – powieść, pol. przekład Iwona Zimnicka, Wydawnictwo Poznańskie, Poznań 2018[1]
- Białe morze – powieść,  pol. przekład Iwona Zimnicka, Wydawnictwo Poznańskie, Poznań 2019[2]
- Oczy z Rigela – powieść, pol. przekład Iwona Zimnicka, Wydawnictwo Poznańskie, Poznań 2020[3]
- Tylko matka – powieść, pol. przekład Iwona Zimnicka, Wydawnictwo Poznańskie, Poznań 2021
- Niegodni – powieść, pol. przekład Iwona Zimnicka, Wydawnictwo Poznańskie, Poznań 2024

### Inne (wydane w Polsce)
- Antologia współczesnej prozy norweskiej, Marciniakówna A. (red.), Izabelin 1996
- Lód, w: Norwegia: Przewodnik nieturystyczny, pr. zbiorowa, Warszawa 2012.

## Odznaczenia
- Krzyż Komandorski Orderu Sokoła Islandzkiego (Islandia, 2017)[4]